# Affaire Mousseau-Bérard-Bergevin
Pour les articles homonymes, voir Mousseau, Bérard et Bergevin.
L'affaire Mousseau-Bérard-Bergevin (ou simplement l'affaire Mousseau) est un scandale ayant touché un député, Joseph-Octave Mousseau, et deux conseillers législatifs du Parti libéral, Louis-Philippe Bérard et Achille Bergevin, entre 1913 et 1914. Ceux-ci ont été piégés pour avoir accepté des pots-de-vin en échange de l'adoption par le gouvernement d'un bill privé favorable à une compagnie. Les trois protagonistes démissionnent de leur poste le 28 janvier 1914 quelques jours après la révélation de l'affaire par le Montreal Daily Mail, journal qui avait manigancé l'affaire du début à la fin.
Ce scandale retint l'attention des médias pendant plusieurs semaines en raison des moyens employés par le Daily Mail pour mettre au jour ce scandale. À cette époque, l'écoute clandestine et le journalisme d'enquête n'étaient des techniques employées qu'aux États-Unis et n'avaient pas encore fait leur apparition au Québec.

## Déroulement des événements

### Le piège
Le 3 décembre 1913, le député de Soulanges et président du comité permanent des bills privés, Joseph-Octave Mousseau, rencontre de faux promoteurs américains qui désirent convaincre le député de faire adopter un projet de loi privée au parlement. Ces derniers convainquent Mousseau de présenter un projet de loi constituant la Montreal Fair Association of Canada et d'accorder à cette compagnie certains avantages au niveau de la vente d'alcool et de l'organisation de jeux. En échange, les faux promoteurs remettent une somme d'argent à Mousseau. Le Daily Mail allégua que le « prix » offert pour cette loi était de 9 500 $. Il était toutefois prévu que Mousseau n'en recueille que 1 000 $, le reste devant aller à des membres du Conseil législatif.
Les promoteurs sont en fait des détectives privés de la compagnie new-yorkaise William J. Burns International Detective Agency, engagés pour l'occasion par un nouveau journal montréalais, le Montreal Daily Mail. Le journal les avait recrutés pour piéger le député de Soulanges et démontrer ainsi la corruption du gouvernement en place. Le Daily Mail souhaitait aussi mousser ses propres ventes avec le dévoilement de cette affaire.
Lors de cette rencontre, Mousseau accepte l'argent remis par les promoteurs et leur livre une liste de membres du gouvernement susceptibles d'être facilement achetables. Mousseau s'engage à faire le nécessaire pour distribuer l'argent à des membres du Conseil législatif pour garantir l'adoption du projet de loi. Ce que Mousseau ne sait pas, c'est que l'ensemble de la conversation est écouté dans une salle voisine à l'aide d'une technologie nouvelle pour l'époque, le détectaphone.

### Éclosion du scandale
Le projet de Loi constituant en corporation The Montreal Fair Association of Canada (appelé bill 158) sera présenté les 11 et 12 décembre 1913 à l'Assemblée législative pour la première et la deuxième lectures. Il sera par la suite envoyé au comité permanent de bills privés, comité présidé par Mousseau. Le comité fera son rapport le 16 décembre et l'Assemblée traitera la question à sa séance du 7 janvier 1914. L'opposition conservatrice apportera plusieurs modifications au texte afin de diminuer les privilèges accordés à la Montreal Fair Association of Canada. Le projet de loi sera adopté par le Conseil législatif le 16 janvier 1914.

L'affaire sortira à l'Assemblée législative le 20 janvier 1914 lorsque le député de Terrebonne, Jean Prévost fera la lecture d'un article publié le matin même dans le Daily Mail : 

« Nous avons en notre possession la preuve d'une incroyable corruption parmi les membres de la législature de Québec. Nous comprenons qu'on a l'intention de proroger les Chambres cette semaine. Mais, avant cela, il est nécessaire, dans l'intérêt public, qu'un comité spécial de la législature soit chargé de faire une enquête des plus complètes sur les accusations que le journal The Daily Mail portera avec preuve à l'appui. Nous savons qu'il a été donné de l'argent à des membres de la législature pour obtenir une législation qui, à sa face même, est tellement contraire et nuisible à l'intérêt public que ses clauses mêmes en comportent déjà la juste condamnation. La législation a été à la lettre frauduleusement passée à chacune de ses phases, de manière à échapper à l'examen des membres les plus recommandables des deux Chambres et des membres de la presse. Demain, The Montreal Daily Mail formulera des accusations bien précises. »

 Le texte est signé du président et directeur gérant du journal, M.E. Nichols, et du vice-président et rédacteur, B.A. Macnab. Le premier ministre Gouin demandera à l'Assemblée d'attendre les accusations formelles avant d'agir.
Le sujet ne sera véritablement amené en chambre que le 22 janvier lorsque l'ensemble des députés purent prendre connaissance des accusations du Daily Mail envers Mousseau, mais aussi envers deux conseillers législatifs, Louis-Philippe Bérard et Achille Bergevin. L'article « Evidence of Corruption », publié la veille, relate l'ensemble des actions menées par la firme de détectives pour soudoyer Mousseau, Bergevin et Bérard. L'Assemblée législative adoptera deux motions afin de faire comparaître à l'Assemblée les deux dirigeants du Montreal Daily Mail et de constituer un comité spécial d'enquête. La première motion avait été adoptée à la demande de l'opposition qui souhaitait interroger le journal en question afin de connaître l'ensemble des personnes impliquées dans le scandale. La deuxième motion provenant du gouvernement Gouin faisait suite à la demande de Mousseau d'être blanchi de toutes ces accusations devant un comité d'enquête.
Nichols et Macnab seront donc interrogés par l'Assemblée législative le 27 janvier 1914 devant une foule impressionnante s'étant déplacée pour l'occasion. Le long interrogatoire n'apportera que peu de nouvelles informations aux députés, outre l'affirmation que seul le député Mousseau aurait été impliqué dans l'affaire, les autres étant des membres du Conseil législatif.
Outre les interventions de quelques députés conservateurs, une grande partie des débats sera monopolisée par le député nationaliste Armand Lavergne et le libéral indépendant Jean Prévost.

### Comité spécial d'enquête
À la suite de l'adoption d'une motion à cet effet par l'Assemblée législative, un comité spécial d'enquête sera mis sur pied afin de faire la lumière sur les accusations portées envers Joseph-Octave Mousseau par le Montreal Daily Mail. Ce comité, présidé par le ministre Taschereau, interrogera pendant plusieurs jours un grand nombre de témoins. Il s'avérera que l'affaire avait été financée par l'homme d'affaires montréalais Douglas Lorne McGibbon, investissant la somme importante de 50 000 $ dans cette histoire. On raconte que les débats étaient courtois, bien qu'un événement relancera les débats à l'Assemblée législative sur l'affaire Mousseau. Irrité que son nom soit mentionné durant un témoignage au comité, l'assistant procureur général, Charles Lanctôt, frappa le rédacteur en chef du Montreal Daily Mail à la sortie du comité le 4 février. Malgré les tentatives de l'opposition pour faire comparaître Lanctôt à l'Assemblée législative, le gouvernement ne donna pas suite à l'affaire.

Le comité spécial d'enquête remettra son rapport le 12 février à l'Assemblée législative. Le comité conclura que Mousseau a effectivement reçu 4 150 $ de la part de deux détectives américains, en rapport avec le bill 158. Toutefois, le comité jugera que le projet de loi en question ne contenait « aucune disposition exorbitante ou préjudiciable à l'intérêt public. » Le rapport est légèrement complaisant envers Mousseau. Gouin ne se gêne pas pour affirmer à l'Assemblée que : 

« Je [Lomer Gouin] suis certain d'exprimer le sentiment de chacun en cette Chambre en disant que c'était la première fois que M. Mousseau succombait [...]. Je crois que la Chambre se fera un écho de l'opinion publique en désapprouvant entièrement ces méthodes. Je ne veux pas excuser M. Mousseau ni le justifier, mais je déplore, comme mes collègues, le malheur qui lui est arrivé et, en considérant dans quelles circonstances il est tombé, on a au moins une explication qui atténue un peu la pénible situation dans laquelle il se trouve. »

Lors des discussions suivant le dépôt du rapport, l'opposition officielle tentera de convaincre le gouvernement d'élargir l'enquête à l'ensemble des soupçons de corruptions relevés durant cette enquête. En effet, lors de sa comparution devant le comité, Edward Beck, un journaliste à l'origine de l'embauche des détectives américains, affirma avoir participé au stratagème afin de démontrer ce que plusieurs avocats savaient déjà : la possibilité d'« acheter des lois » à Québec. Les conservateurs souhaitèrent entendre à nouveau Beck afin de faire la lumière sur ses accusations et de connaître les noms des avocats qui affirmaient pouvoir monnayer l'adoption de lois. Les conservateurs se désolèrent que le gouvernement limite l'affaire à Mousseau : 

« Le député de Soulanges n'a pas été le seul pris à partie dans la série d'articles publiés par le Daily Mail, mais ces articles avaient une portée générale qui s'attaquait à toute la législature et à la Chambre basse comme corps. Ils mettaient l'opinion publique de toute la province et même de l'ensemble du dominion sous l'impression que la législature était corrompue, que l'Assemblée législative était un corps corrompu, où la législation se vendait et où ceux qui venaient solliciter de la législation privée pouvaient, avec de l'argent, obtenir une législation extraordinaire. »

 L'Assemblée législative adopta le rapport du comité, malgré l'opposition conservatrice.

### Dénouement
Le grand intérêt des médias entourant cette affaire a eu raison du député Joseph-Octave Mousseau. Celui-ci remet, le 28 janvier 1914 sa démission à l'orateur de l'Assemblée. 

« M. l'Orateur,
Atteint dans ce que j'ai de plus cher au monde, je viens mettre ma démission entre vos mains et renoncer au mandat qui m'avait été confié. En face de la situation qui m'est faite, j'ai le sentiment qu'aucun effort de ma part ne pourrait me justifier complètement à la satisfaction de tous. Animé de ce sentiment, je renonce, la mort dans l'âme, à cette carrière que j'aimais, à ces collègues dont l'amitié m'est chère, au siège que je tenais de la confiance de mes concitoyens, et de tout ceci j'emporte l'amer regret. Il me reste qu'à rentrer dans mon foyer dévasté par l'angoisse et les larmes, et, entre ma femme et mes cinq fils, redevenu simple citoyen, continuer la vie de travailleur modeste que j'ai connue.
   J.-Octave Mousseau. »

Les deux conseillers législatifs Bergevin et Bérard, ayant reçu directement de l'argent, seront eux aussi forcés de démissionner. Les médias s'intéresseront notamment à l'affaire en raison du caractère spectaculaire de l'enquête. À cette époque, l'écoute clandestine et le journalisme d'enquête n'étaient pas connus au Canada et seules des histoires provenant des États-Unis étaient venues aux oreilles des Québécois.
La Loi constituant en corporation The Montreal Fair Association of Canada n'entrera finalement jamais en vigueur. Bien que l'Assemblée législative et le Conseil législatif l'aient tous deux adoptée, le lieutenant-gouverneur utilisa son droit de réserve en ne donnant pas suite au projet de loi.

## Chronologie
1913
- 3 décembre : Rencontre entre les faux promoteurs américains et Joseph-Octave Mousseau au château Frontenac.
- 11 décembre : Première lecture de la Loi constituant en corporation The Montreal Fair Association of Canada (appelé bill 158) à l'Assemblée législative.
- 12 décembre : Deuxième lecture du bill 158 à l'Assemblée législative.

1914
- 7 janvier : Adoption du bill 158 à l'Assemblée législative.
- 16 janvier : Adoption du bill 158 au Conseil législatif.
- 20 janvier : Le député de Terrebonne, Jean Prévost demande au premier ministre Lomer Gouin de convoquer les directeurs du Montreal Daily Mail à l'Assemblée législative pour qu'ils expliquent leurs accusations. Gouin attendra.
- 21 janvier : Joseph-Octave Mousseau demande à l'Assemblée d'attendre qu'il prenne connaissance des accusations portées dans le journal avant de traiter du sujet à l'Assemblée.
- 22 janvier : L'Assemblée législative adopte deux motions, l'une pour faire comparaître les dirigeants du Montreal Daily Mail et l'autre pour créer un comité spécial d'enquête sur les accusations portées par le journal.
- 27 janvier : MM. Nichols et Macnab comparaissent devant l'Assemblée législative.
- 28 janvier : Joseph-Octave Mousseau, député de Soulanges, remet sa démission, de même que les deux conseillers législatifs impliqués dans l'affaire : Achille Bergevin et Louis-Philippe Bérard.
- 12 février : Le comité spécial d'enquête remet, à l'Assemblée législative, son rapport  inculpant Mousseau.
- 16 février : L'Assemblée législative adopte la motion entérinant le rapport.
- 19 février : Le lieutenant-gouverneur Langelier informe l'Assemblée législative qu'il « avisera » quant à l'adoption du bill 158, signifiant par ces mots qu'il utilise son droit de réserve.

## Sources
Sources primaires
- Assemblée nationale du Québec, « Les débats de l'Assemblée législative. 13e législature, 2e session (du 11 novembre 1913 au 19 février 1914) » : Séances du 16 décembre 1913 • 7 janvier 1914 • 20 janvier 1914 • 21 janvier 1914 • 22 janvier 1914 • 27 janvier 1914 • 28 janvier 1914 • 29 janvier 1914 • 30 janvier 1914 • 5 février 1914 • 6 février 1914 • 10 février 1914 • 12 février 1914 • 13 février 1914 • 16 février 1914 • 19 février 1914.

Sources secondaires
- Assemblée nationale du Québec, « Les débats de l'Assemblée législative. 13e législature, 2e session (du 11 novembre 1913 au 19 février 1914). Introduction historique », sur www.assnat.qc.ca, 14 décembre 2001 (consulté le 25 août 2008).

- Andréanne Lafond et Michel Guay, « Détectaphone à l'écoute », La Vie Quotidienne, sur www.radio-canada.ca, Société Radio-Canada, 2 décembre 1980 (consulté le 25 août 2008).

### Lecture suggérée
- Damase Potvin, Le "Membre" : roman de mœurs politiques québécoises, Québec, Imprimerie de l'Événement, 1916, 157 p.Roman écrit au sujet de l'affaire Mousseau-Bérard-Bergevin. Le livre est signé du pseudonyme de Damase Potvin : Graindesel.